# 4382 Stravinsky
4382 Stravinsky је астероид главног астероидног појаса са средњом удаљеношћу од Сунца која износи 2,542 астрономских јединица (АЈ).
Апсолутна магнитуда астероида је 12,3.